# Тессерарий
Тессерарий (от лат. tessera — глиняная дощечка) — воинское звание командира стражи в римском легионе. Тессерарий принадлежал к принципалам — младшим офицерам. Подчинялся центуриону.
Тессерарий отвечал за сообщения и отчёты стражи своего подразделения, которые передавались старшим офицерам. Он был ответственен за организацию дежурства, а также за передачу и сохранность паролей, которые записывались на глиняных дощечках. Получал в полтора раза бо́льшую плату, чем простой легионер. На каждую центурию приходилось по одному тессерарию.